# دميتري كاربوف
دميتري كاربوف (الروسية: Дмитрий Васильевич Карпов) هو متسابق عشاري وسباعي كازاخستاني ولد في يوم 23 يوليو 1983 في مدينة قراغندي في جمهورية كازاخستان السوفيتية الاشتراكية في الإتحاد السوفييتي، أبرز إنجازاته هي فوزه بالميدالية البرونزية في دورة الألعاب الأولمبية الصيفية 2004 في أثينا في اليونان في منافسات العشاري، كما فاز بالميدالية البرونزية أيضاً في بطولة العالم لألعاب القوى 2003 في باريس في فرنسا، كما فاز أيضاً بالميدالية البرونزية في بطولة العالم لألعاب القوى 2007 في أوساكا في اليابان، فاز كذلك بالميدالية البرونزية في السباعي بطولة العالم لألعاب القوى داخل الصالات 2008 التي أقيمت منافساتها في مدينة فالنسيا في إسبانيا، وفاز كذلك بالميدالية الذهبية في بطولة آسيا لألعاب القوى 2013 التي أقيمت في مدينة بونه في الهند، أكبر عدد من النقاط حققه هو 8752 نقطة والذي حققه في عام 2004 م في أولمبياد أثينا في اليونان.

## روابط خارجية
- دميتري كاربوف على موقع الاتحاد الدولي لألعاب القوى (الإنجليزية)
- دميتري كاربوف على موقع اللجنة الأولمبية الدولية (الإنجليزية)
- دميتري كاربوف على موقع أوليمبيديا (الإنجليزية)